# Lista tomów serii Noragami
Ten artykuł zawiera listę tomów serii Noragami autorstwa Adachitoki, ukazywanej w magazynie „Gekkan Shōnen Magazine” wydawnictwa Kōdansha od 6 grudnia 2010 do 6 stycznia 2024. Razem opublikowano 109 rozdziałów, które później zostały skompilowane do 27 tankōbonów, wydawanych od 15 lipca 2011 do 16 lutego 2024.
W Polsce prawa do dystrybucji mangi nabyło wydawnictwo Studio JG, pierwszy tom ukazał się zaś 26 października 2015.
Spin-off, zatytułowany Noragami. Bezpańskie opowieści, został wydany 15 listopada 2013. Dwie kolejne części zostały wydane jako dodatki do limitowanych edycji tomów 20 i 24, opublikowanych odpowiednio 15 lutego 2019 i 15 października 2021.

## Główna seria
| Nr | Język japoński       | Język japoński         | Język polski         | Język polski           |
| Nr | Data wydania         | ISBN                   | Data wydania         | ISBN                   |
| --- | -------------------- | ---------------------- | -------------------- | ---------------------- |
| 1 | 15 lipca 2011        | ISBN 978-4-06-371294-0 | 26 października 2015 | ISBN 978-83-80010-93-2 |
| Lista rozdziałów - 001. Dresiarz (jap. ジャージのひと Jāji no hito) - 002. Domowy kot, bezpańskie bóstwo i ogon (jap. 家猫と野良神と尻尾 Ieneko to noragami to shippo) - 003. Niczym śnieg (jap. 雪のような Yuki no yōna)                                                                                        |                      |                        |                      |                        |
| 2 | 17 października 2011 | ISBN 978-4-06-371308-4 | 21 grudnia 2015      | ISBN 978-8-38-001102-1 |
| Lista rozdziałów - 004. Z woli boskiej (jap. 幾つかの神慮 Ikutsuka no shinryo) - 005. Granica (jap. 境界線 Kyōkaisen) - 006. Ten, którego należy się bać (jap. コワイヒト Kowai hito) - 007. Zmierzch (jap. 誰そ彼 Dare so kare)                                                                                 |                      |                        |                      |                        |
| 3 | 17 lutego 2012       | ISBN 978-4-06-371323-7 | 11 marca 2016        | ISBN 978-8-38-001113-7 |
| Lista rozdziałów - 008. Bezpańskie Oręża w pochmurny dzień (jap. 時化る日のノラたち Shikeru hi no noratachi) - 009. Znienawidzona (jap. 忌むべき者 Imubeki mono) - 010. Przekroczyć granicę (jap. 一線を越えて Issen o koete) - 011. Imię (jap. 名前 Namae)                                                      |                      |                        |                      |                        |
| 4 | 15 czerwca 2012      | ISBN 978-4-06-371336-7 | 27 maja 2016         | ISBN 978-83-8001-124-3 |
| Lista rozdziałów - 012. Zabić czy nie zabić? (jap. きる、きらない Kiru, kiranai) - 013. Omen (jap. 兆し Kizashi) - 014. Jej wspomnienia (jap. 彼女の思い出 Kanojo no omoide) - 015. Usychanie (jap. 枯れゆくもの Kare yuku mono)                                                                                 |                      |                        |                      |                        |
| 5 | 17 października 2012 | ISBN 978-4-06-371350-3 | 29 lipca 2016        | ISBN 978-83-8001-145-8 |
| Lista rozdziałów - 016. Piekło (jap. 地獄 Jigoku) - 017. Tęsknota za kimś godnym zaufania (jap. 寄る辺を求めて Yorube o motomete) - 018. Nagie ostrze (jap. 抜き身 Nuki mi) - 019. Życzenie (jap. 願 Negai) |                      |                        |                      |                        |
| 6 | 15 lutego 2013       | ISBN 978-4-06-371366-4 | 13 października 2016 | ISBN 978-83-8001-160-1 |
| Lista rozdziałów - 020. Błogosławieństwo i klątwa (jap. 神祝き、呪きき Kamuhosaki, hosakiki) - 021. Nie odchodź. Zostań przy mnie (jap. 消えないで、傍にいて Kienai de, soba ni ite) - 022. Tak trzeba (jap. 為すべきこと Nasubeki koto) - 023. Drogowskaz (jap. 道標 Michishirube)                              |                      |                        |                      |                        |
| 7 | 17 czerwca 2013      | ISBN 978-4-06-371379-4 | 3 stycznia 2017      | ISBN 978-83-8001-178-6 |
| Lista rozdziałów - 024. Zawsze... (jap. ずっと一 Zuttou) - 025. Nie wywołuj wilka z lasu (jap. 触った神の祟り Sawatta kami no tatari) - 026. Cześć i chwała (jap. 神様の祀リ方 Kamisama no matsuri kata) - 027. Obowiązek i fatum (jap. 業と業 Gyō to gō)                                                        |                      |                        |                      |                        |
| 8 | 17 października 2013 | ISBN 978-4-06-371394-7 | 10 marca 2017        | ISBN 978-83-8001-194-6 |
| Lista rozdziałów - 028. Bóg klęski (jap. 禍津神 Magatsukami) - 029. Źle się dzieje w trzech królestwach (jap. 三つの国の諸事情 Mittsu no kuni no sho jijō) - 030. Dźwięk przecinanych więzi (jap. 糸の切れる音 Ito no kireru oto) - 031. Niedaleko pada jabłko od jabłoni (jap. 親なり、子なり Oya nari, konari) |                      |                        |                      |                        |
| 9 | 17 grudnia 2013      | ISBN 978-4-06-371402-9 | 29 maja 2017         | ISBN 978-83-8001-220-2 |
| Lista rozdziałów - 032. Kusicielka (jap. 誘な女 Izanami) - 033. Silna wola (jap. イシ椎い持ち Ishi tsutsui mochi) - 034. Dawne pragnienia (jap. 斯く在りし望み Kaku arishi nozomi) - 035. Śmierć (jap. 死 Shi)                                                                                                   |                      |                        |                      |                        |
| 10 | 17 lutego 2014       | ISBN 978-4-06-371412-8 | 21 sierpnia 2017     | ISBN 978-83-8001-231-8 |
| Lista rozdziałów - 036. Zaklęciem związanie (jap. 呪縛 Jubaku) - 037. Twój głos (jap. 君の呼ぶ声 Kimi no yobu koe) - 038. Bo obiecałem (jap. 約束したから Yakusoku shitakara) - 039. To, co było, i to, co będzie (jap. コレマデとコレカラ Koremade to korekara)                                                 |                      |                        |                      |                        |
| 11 | 17 lipca 2014        | ISBN 978-4-06-371430-2 | 8 listopada 2017     | ISBN 978-83-8001-251-6 |
| Lista rozdziałów - 040. Z wyrazami (braku) szacunku (jap. 恐み恐みも白さず Kashikomi kashikomi mo mōsazu) - 041. Wspólne zdjęcie (jap. 一緒に写真を Issho ni shashin wo) - 042. Ta, która przynosi nieszczęście (jap. 厄災しか起こせない Yakusai shika okosenai) - 043. Sekret (jap. 秘め事 Himegoto)            |                      |                        |                      |                        |
| 12 | 17 listopada 2014    | ISBN 978-4-06-371448-7 | 19 stycznia 2018     | ISBN 978-83-8001-272-1 |
| Lista rozdziałów - 044. Więź zerwana, więź nawiązana (jap. 斬り＋結ぶ Kiri + musubu) - 045. Przeminęło z dotykiem (jap. 触れにし経ること Fure ni shi furu koto) - 046. Zabawa (jap. わらわあそび Warawa asobi) - 047. Tabu (jap. 禁忌 Kinki)                                                                     |                      |                        |                      |                        |
| 13 | 17 kwietnia 2015     | ISBN 978-4-06-371460-9 | 4 kwietnia 2018      | ISBN 978-83-8001-290-5 |
| Lista rozdziałów - 048. Ty, którego kocham (jap. わたしの好きなアナタ Watashi no suki na anata) - 049. Do ostatniej kropli krwi (jap. 撃ちてし止まむ Uchiteshi yamamu) - 050. Twarzą w twarz (jap. 向き合うとき Mukiau toki) - 051. Ocalenie (jap. 救い Sukui)                                                   |                      |                        |                      |                        |
| 14 | 17 września 2015     | ISBN 978-4-06-371483-8 | 22 czerwca 2018      | ISBN 978-83-8001-324-7 |
| Lista rozdziałów - 052. Bliski Brzeg, Daleki Brzeg (jap. 彼岸と此岸 Higan to shigan) - 053. Podobieństwo (jap. どこか似ている Dokoka nite iru) - 054. Coś się zbliża, coś widzialnego (jap. 見えるもの、やって来るもの Mieru mono, yattekuru mono) - 055. Odciąć, odrzucić (jap. 斬りｘ捨てる Kiri x suteru)     |                      |                        |                      |                        |
| 15 | 17 listopada 2015    | ISBN 978-4-06-371494-4 | 4 września 2018      | ISBN 978-83-8001-342-1 |
| Lista rozdziałów - 056. Perswazja (jap. 言趣け Gen-omomuki ke) - 057. Lojalność (jap. 忠の行き先 Chū no ikisaki) - 058. Splątane losy, różne ścieżki (jap. 絡みあい、すれ違う Karamiai, surechigau) - 059. Niepokorni (jap. まつろわぬ者 Matsuro wanu mono)                                                      |                      |                        |                      |                        |
| 16 | 17 marca 2016        | ISBN 978-4-06-392515-9 | 7 grudnia 2018       | ISBN 978-83-8001-373-5 |
| Lista rozdziałów - 060. Czego dokonały Niebiosa (jap. 天の為すこと Ten no nasu koto) - 061. Renegat (jap. 叛徒 Hanto) - 062. Włócznia, duma, rozłam (jap. 鉾、誇り、綻び Hoko, hokori, hokorobi) - 063. Euforia (jap. 愉悦 Yuetsu)                                                                               |                      |                        |                      |                        |
| 17 | 15 lipca 2016        | ISBN 978-4-06-392531-9 | 27 lutego 2019       | ISBN 978-83-8001-405-3 |
| Lista rozdziałów - 064. Najdroższa (jap. いとしきひとよ Itoshiki hito yo) - 065. Dobry dzień, dawny dzień (jap. カ日 Kanichi) - 066. Tlący się płomień (jap. 埋み火 Uzumibi) - 067. Mój (jap. 己がもの Onore ga mono)                                                                                            |                      |                        |                      |                        |
| 18 | 17 lutego 2017       | ISBN 978-4-06-392567-8 | 17 maja 2019         | ISBN 978-83-8001-437-4 |
| Lista rozdziałów - 068. Droga do domu (jap. 家路 Ieji) - 069. Boski oręż (jap. 神器 Shinki) - 070. Wyżej (jap. 上 Jō) - 071. Życie na szali (jap. いのち賭して Inochi to shite) |                      |                        |                      |                        |
| 19 | 17 sierpnia 2018     | ISBN 978-4-06-392587-6 | 25 lipca 2019        | ISBN 978-83-8001-463-3 |
| Lista rozdziałów - 072. Negacja (jap. 不 Zu) - 073. Gdy usłyszysz krzyk (jap. 悲鳴が聞こえたら Himei ga kikoetara) - 074. Podarunek (jap. おくりもの Okurimono) - 075. A później... (jap. そうして彼は― Sōshite kare wa—)                                                                                        |                      |                        |                      |                        |
| 20 | 15 lutego 2019       | ISBN 978-4-06-514491-6 | 15 listopada 2019    | ISBN 978-83-8001-505-0 |
| Lista rozdziałów - 076. Niezbędna (jap. 捨てらわめ Sute ra wame) - 077. Zbędna (jap. 捨てらわる Sute ra waru) - 078. To, czego pragnie (jap. 欲しいもの Hoshīmono) - 079. Ta miłość, tamta miłość (jap. 彼の愛、此の愛 Kare no ai, kono ai)                                                                      |                      |                        |                      |                        |
| 21 | 17 października 2019 | ISBN 978-4-06-517367-1 | 18 grudnia 2020      | ISBN 978-83-8001-685-9 |
| Lista rozdziałów - 080. Pieśń końca (jap. てとの端 Koto no wa) - 081. Sam (jap. ひとり Hitori) - 082. Ku jesieni (jap. 前へ進む秋 Mae e susumu toki) - 083. Świat w gruzach (jap. 裂ける世界 Sakeru sekai) |                      |                        |                      |                        |
| 22 | 17 czerwca 2020      | ISBN 978-4-06-519753-0 | 3 grudnia 2021       | ISBN 978-83-8001-832-7 |
| Lista rozdziałów - 084. Nora (jap. 野良) - 085. Tęsknota (jap. 会いたい Aitai) - 086. Skrzynka (jap. 箱 Hako) - 087. Droga przez mrok (jap. 闇に至る途 Yami ni itaru to) |                      |                        |                      |                        |
| 23 | 17 lutego 2021       | ISBN 978-4-06-522100-6 | 24 listopada 2022    | ISBN 978-83-8257-054-0 |
| Lista rozdziałów - 088. Dlaczego (jap. 理由 Riyū) - 089. Wydźwięk Pieśni (jap. 言の葉の響き Koto no ha no hibiki) - 090. Na spotkanie (jap. 会わなくちゃ Awanakucha) - 091. To, co trzeba (jap. 正しいことを Tadashī koto o)                                                                                     |                      |                        |                      |                        |
| 24 | 15 października 2021 | ISBN 978-4-06-524859-1 | 28 marca 2023        | ISBN 978-83-8257-149-3 |
| Lista rozdziałów - 092. Świt (jap. 夜明けは Yoake wa) - 093. Cel (jap. むく先 Muku saki) - 094. Nadzieja (jap. 希望 Kibō) - 095. Matnia (jap. 包囲網 Hōimō) |                      |                        |                      |                        |
| 25 | 16 czerwca 2022      | ISBN 978-4-06-527772-0 | 4 lipca 2023         | ISBN 978-83-8257-250-6 |
| Lista rozdziałów - 096. Zawołaj mnie po imieniu (jap. 名前を呼んで Namae o yonde) - 097. Zbawca (jap. 救主 Sukuinushi) - 098. Prawo natury (jap. 理 Kotowari) - 099. Haru i Yuki (jap. ハルと雪 Haru to Yuki) |                      |                        |                      |                        |
| 26 | 16 lutego 2023       | ISBN 978-4-06-530535-5 | 22 maja 2024         | ISBN 978-83-8257-338-1 |
| Lista rozdziałów - 100. Śnieg wiosną (jap. 春に舞う雪 Haru ni mau yuki) - 101. Dla kogo? (jap. 誰がために Daregatameni) - 102. Lina ratunkowa (jap. 命綱 Inochiduna) - 103. Wspomnienia (jap. 追憶 Tsuioku) |                      |                        |                      |                        |
| 27 | 16 lutego 2024       | ISBN 978-4-06-534201-5 | 21 marca 2025        | ISBN 978-83-8257-667-2 |
| Lista rozdziałów - 104. Kraj (jap. 国 Kuni) - 105. Świat bez granic (jap. 狭間なき世 Hazamanaki yo) - 106. To, czego szukam (jap. さがしもの Sagashimono) - 107. Biel (jap. 白 Shiro) - 108. Bóg Yato (jap. 夜ト神 Yatogami) - 109. Dresiarz (jap. ジャージの神かみと Jyaaji no kami to)                         |                      |                        |                      |                        |

## Noragami. Bezpańskie opowieści
| Nr | Język japoński       | Język japoński         | Język polski   | Język polski           |
| Nr | Data wydania         | ISBN                   | Data wydania   | ISBN                   |
| --- | -------------------- | ---------------------- | -------------- | ---------------------- |
| 1 | 15 listopada 2013    | ISBN 978-4-06-371398-5 | 2 grudnia 2019 | ISBN 978-83-8001-475-6 |
| Lista rozdziałów - O człowieku, który spadał (jap. 落ちる男の事 Ochiru otoko no koto) - O tym, co Orężom leży na wątrobie (jap. 神器の心中を問う事 Shinki no shinchuu o tou koto) - O tym, że oszust oszustowi oszustem (jap. 騙し合いの事 Damashi ai no koto) - O chodzeniu po trupach (jap. 手段を選ばず商う事 Shudan o erabazu akinau koto) - O tych po drugiej stronie ekranu (jap. 画面の向こうの事 Gamen no mukou no koto) - O planach, które ciągle się zmieniają (jap. 一時の定型に沿う事 Nijikan no teikei ni sou koto) - O podrzędnym bóstwie, które pnie się po szczeblach kariery (jap. 無名神が這い上がる事 Mumei shin ga hai agaru koto) |                      |                        |                |                        |
| 2 | 15 lutego 2019       | ISBN 978-4-06-514492-3 | —              |                        |
| Lista rozdziałów - Shikakui tengoku no naka no koto (jap. 四し角かくい天てん国ごくの中なきの事こと) - Tsundenai jinsei no koto (jap. 詰つんでない人じん生せいの事こと) - Okutte kureru hito no koto (jap. 贈おくってくれるひとの事こと) |                      |                        |                |                        |
| 3 | 15 października 2021 | ISBN 978-4-06-523373-3 | —              |                        |
| Lista rozdziałów - Awase kagami (zenpen) (jap. アワセ禍カ神ガミ (前ぜん編ぺん)) - Awase kagami (kōhen) (jap. アワセ禍カ神ガミ (後こう編へん)) - Kurenai no soba ni (jap. 紅クレナイの傍そばに) |                      |                        |                |                        |